# Pontos extremos da União Europeia

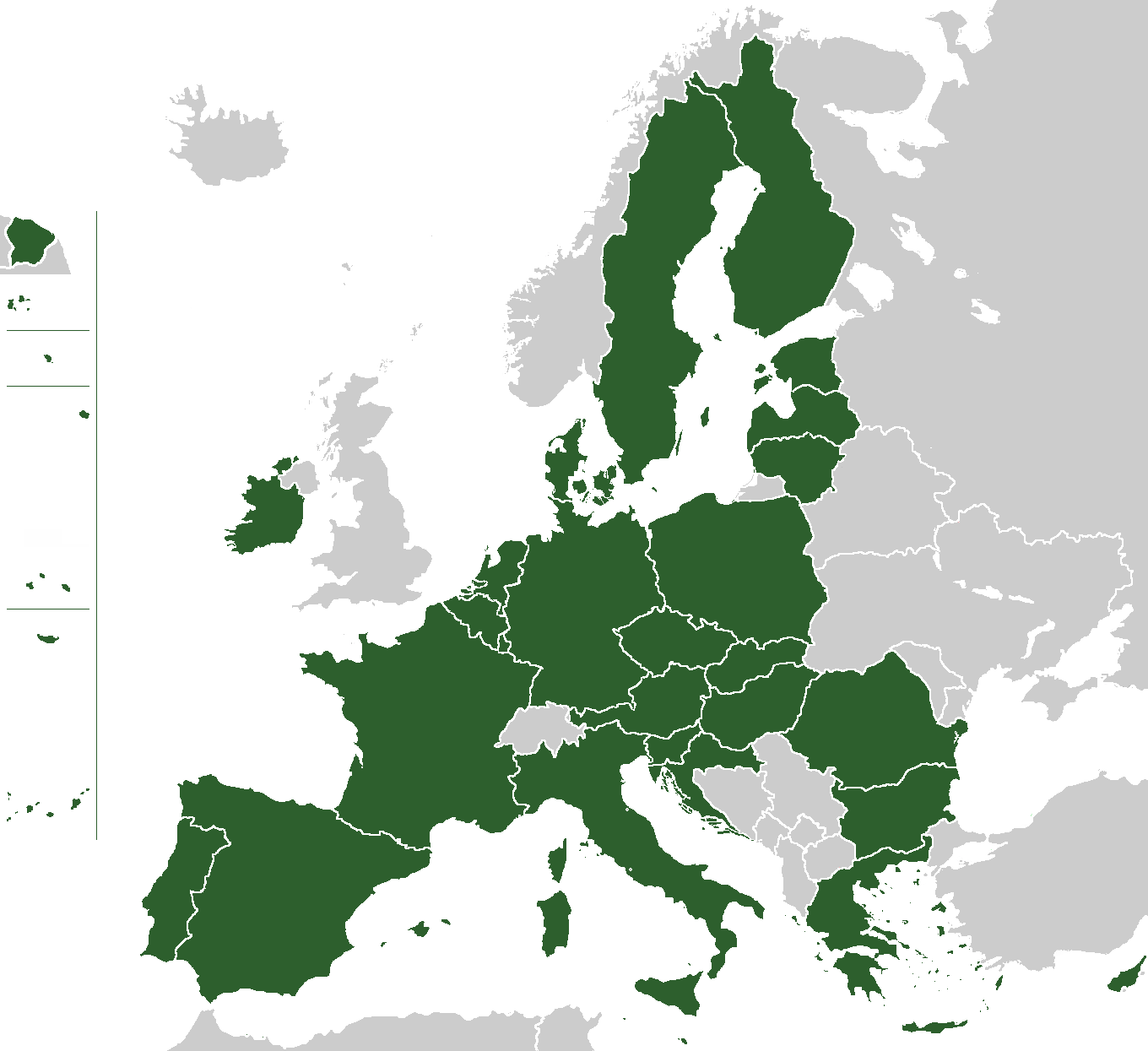
Mapa do território abrangido pela União Europeia (verde)

Os pontos extremos da União Europeia são:

## Latitude e longitude

### Europa Continental
Exclui ilhas.
- Norte: Suécia  (70° 05′ N, 27° 57′ L)
- Sul:  (36° 00′ N, 5° 36′ O)
- Oeste:  (38° 47′ N, 9° 30′ O)
- Este:  (62° 55′ N, 31° 37′ L)

### Território na Europa
Inclui ilhas.
- Norte: Suécia  (70° 05′ N, 27° 57′ L)
- Sul: ilha de Gavdos, Grécia (34° 49′ N, 24° 07′ L)
- Oeste: Rockall (57° 36′ N, 13° 42′ O)[1]
- Este: Ayia Napa, Chipre (34° 59′ N, 34° 05′ L)[2]

### Totalidade do território
Incluindo as regiões ultraprefiféricas da União Europeia:
- Norte: Nuorgam, Finlândia (70° 05′ N, 27° 57′ L)
- Sul: Saint-Joseph, Reunião (21° 22′ S, 55° 37′ L)
- Oeste: Pointe des canonniers, Saint-Martin, Guadalupe (18° 03′ N, 63° 09′ O)
- Este: Sainte-Rose, Reunião (21° 06′ S, 55° 47′ L)

## NoEspaço Schengen
O Espaço Schengen exclui o Reino Unido, República da Irlanda, Croácia, Roménia, Bulgária e Chipre, e inclui os restnates membros da União Europeia, os países membros da EFTA que têm acordos de participação (Islândia, Suíça, Liechtenstein e Noruega), além das participações de facto de Vaticano, San Marino e Mónaco.
- Norte: Knivskjellodden, Noruega (71° 11′ 8” N)
- Sul: La Restinga, Ilhas Canárias, Espanha (27° 38′ N)
- Oeste: Ilhéu de Monchique, Açores, Portugal (31°16′30″W)
- Este: Virmajärvi, Finlândia (31° 35′ E)

## Altitude
- Máxima : Mont Blanc, França, 4 807,5 m
- Mínima : Étang de Lavalduc, França, -10 m